# Maison d'arrêt de Blois
La maison d'arrêt de Blois est un établissement pénitentiaire français situé à Blois, dans le département de Loir-et-Cher, en région Centre-Val de Loire.

## Histoire
La maison d'arrêt de Blois, mise en service en 1943 sous l'occupation allemande, est un établissement de type « cellulaire ». Élevés sur une emprise au sol de 2 490 m2, les bâtiments ont été construits en pierre, la charpente en béton recevant une couverture en tuiles avec verrières. Située à 1,5 km du palais de Justice, elle est implantée à l'est de la ville.

## Description
En France, une maison d'arrêt est un établissement pénitentiaire qui reçoit les personnes prévenues en détention provisoire (détenues en attente de jugement ou dont la condamnation n’est pas définitive) ainsi que les personnes condamnées dont la peine ou le reliquat de peine n’excède pas deux ans.
La maison d'arrêt de Blois, d'une capacité théorique de 115 places, dispose de deux quartiers maison d'arrêt pour hommes et d'un quartier de semi-liberté. 
Outre les espaces de détention, l'établissement abrite un atelier de 750 m2 réservé au travail volontaire des personnes détenues.
La maison d'arrêt de Blois est rattachée à la direction interrégionale des services pénitentiaires de Dijon et au service pénitentiaire d'insertion et de probation (SPIP) de Loir-et-Cher. Elle est située dans le ressort de la cour d’appel d'Orléans et du tribunal de grande instance de Blois.